# Почесні звання України

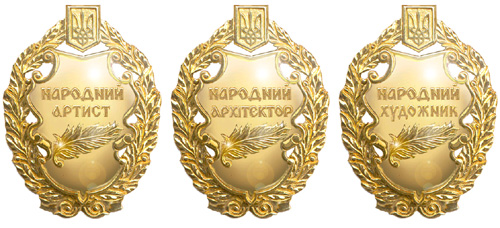
Почесні звання України

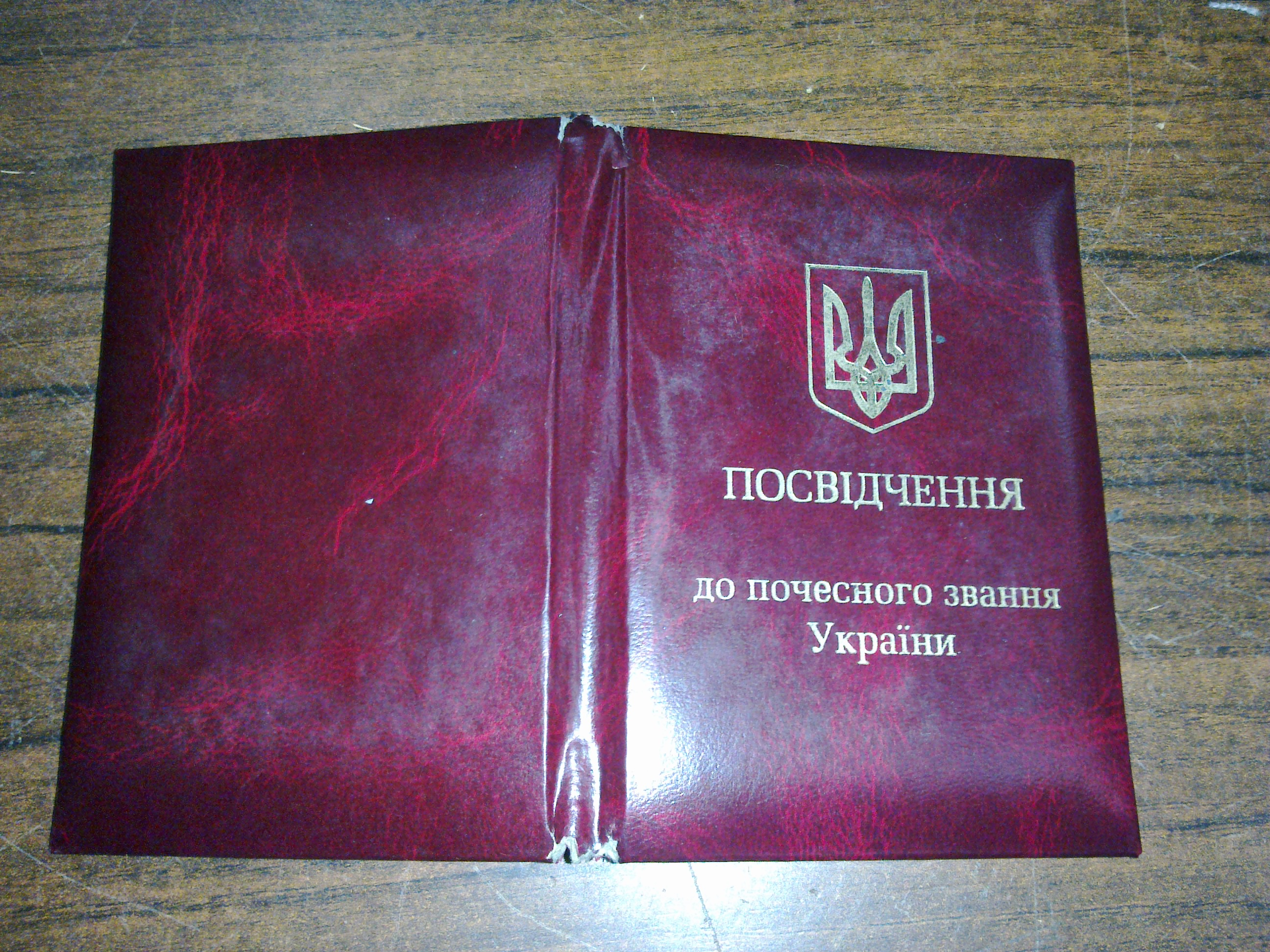

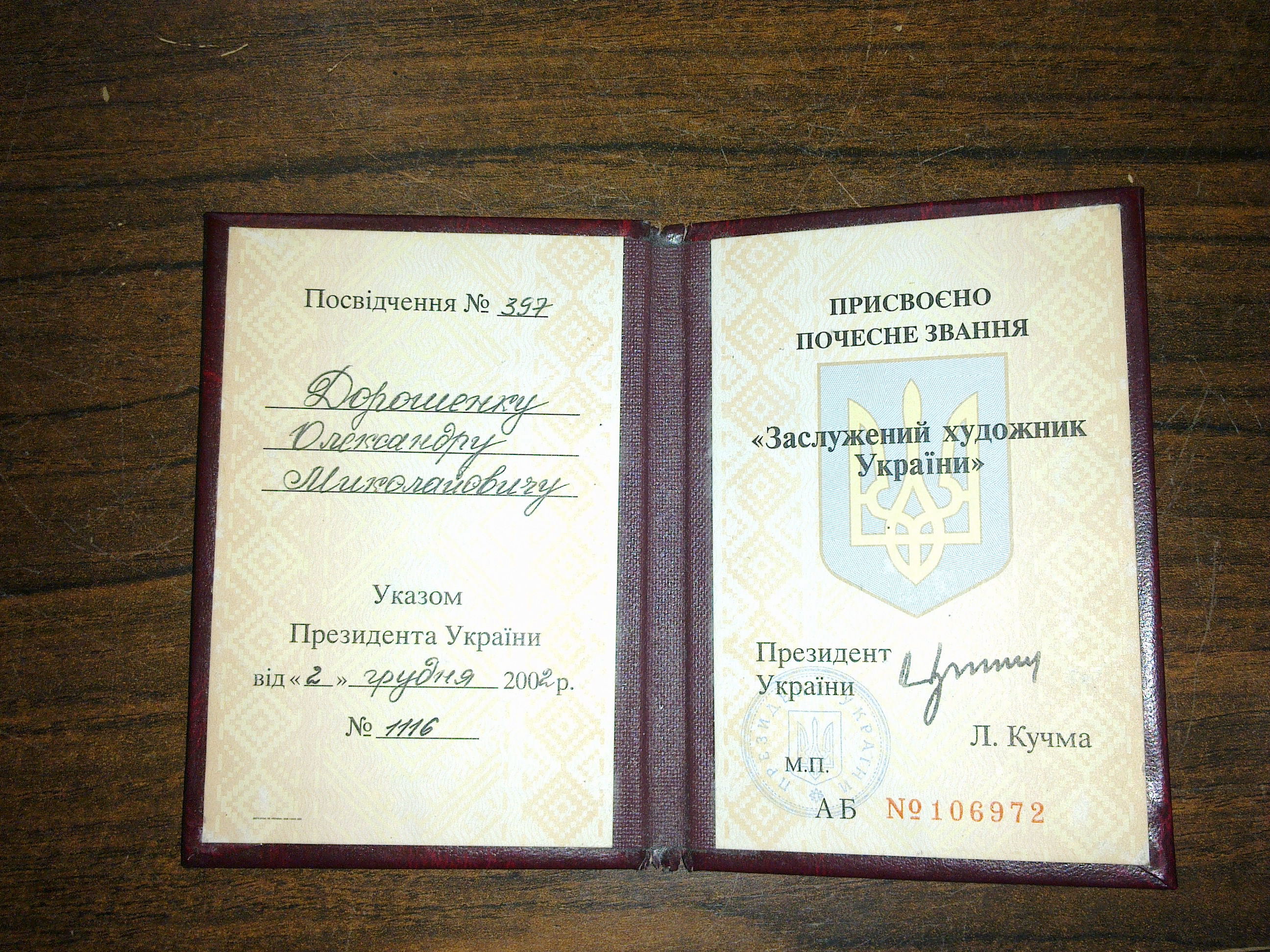

Почесне звання України — державна нагорода України.
Почесні звання України присвоюються особам, які працюють у відповідній галузі економічної та соціально-культурної сфери, як правило, не менше десяти років, мають високі трудові досягнення і професійну майстерність, якщо інше не встановлено положенням про почесне звання України. Почесні звання (англ. Meritorious Awards) є поширеними у міжнародній практиці для відзначення важливих для суспільства досягнень.
Почесне звання «Народний артист України», «Народний архітектор України», «Народний вчитель України», «Народний художник України» є вищим ступенем відповідного почесного звання «Заслужений артист України», «Заслужений архітектор України», «Заслужений вчитель України», «Заслужений художник України» та може присвоюватися, як правило, не раніше ніж через десять років після присвоєння відповідного почесного звання «Заслужений».
Всі почесні звання є рівнозначні між собою, крім тих, що мають ступені. Присвоєння почесних звань України, за винятком тих, що мають ступені, вдруге не провадиться. Присвоєння почесного звання посмертно не провадиться.
Автор дизайну знаків — художник О. Руденко.

## Історія
Інститут нагородження почесними званнями вперше з'являється в нагородній системі УСРР на початку існування радянської влади в Україні 1920-х років.
Перші почесні звання в Україні стосувалися діячів мистецтва і були запроваджені в Кодексі законів про народну освіту УСРР в Харкові, російською мовою. Цьому питанню був присвячений цілий третій розділ кодексу під назвою «О присвоении почетных званий»:
Особо отличившиеся как дарованиями, так продолжительностью и преданностью служения трудящимся массам, работники искусств могут быть награждаемы званием Заслуженного артиста (художника) УССР
. Першою «народною артисткою» радянської України стала М. К. Заньковецька.
Постановою ВУЦВК та Раднаркому УРСР від 13 січня 1934 року закріплюється наступна структура почесних звань:
- Заслужений діяч науки, техніки або мистецтва
- Народний артист (художник) республіки
- Заслужений артист (художник) республіки

Більш сучасного вигляду державна система почесних звань набула наприкінці Вітчизняної війни — поставою Президії Верховної Ради УРСР про затвердження Положення про почесні звання Української РСР від 26 вересня 1944 (підписана Головою Президії Верховної Ради УРСР М. Гречухою і Секретарем Президії О. Межеріним). Нею були введені такі звання:
- Заслужений діяч науки і техніки Української РСР
- Народний художник Української
- Народний артист Української РСР
- Заслужений діяч мистецтв Української РСР
- Заслужений артист Української РСР
- Заслужений вчитель школи Української РСР
- Заслужений лікар Української РСР

## Сучасні почесні звання
Законом України № 1549-III від 16 березня 2000 року «Про державні нагороди України» (з подальшими змінами та доповненнями, за станом на 27 травня 2021) встановлюються такі почесні звання України:
- Народний артист України
- Народний архітектор України
- Народний вчитель України
- Народний художник України
- Заслужений артист України
- Заслужений архітектор України
- Заслужений будівельник України
- Заслужений винахідник України
- Заслужений вчитель України
- Заслужений гірник України
- Заслужений діяч мистецтв України
- Заслужений діяч науки і техніки України
- Заслужений донор України
- Заслужений економіст України
- Заслужений енергетик України
- Заслужений журналіст України
- Заслужений землевпорядник України
- Заслужений лікар України
- Заслужений лісівник України
- Заслужений майстер народної творчості України
- Заслужений машинобудівник України
- Заслужений металург України
- Заслужений метролог України
- Заслужений працівник ветеринарної медицини України
- Заслужений працівник культури України
- Заслужений працівник освіти України
- Заслужений працівник охорони здоров'я України
- Заслужений працівник промисловості України
- Заслужений працівник транспорту України
- Заслужений працівник туризму України
- Заслужений працівник сільського господарства України
- Заслужений працівник соціальної сфери України
- Заслужений працівник сфери послуг України
- Заслужений працівник фармації України
- Заслужений працівник фізичної культури і спорту України
- Заслужений працівник цивільного захисту України
- Заслужений природоохоронець України
- Заслужений раціоналізатор України
- Заслужений художник України
- Заслужений шахтар України
- Заслужений юрист України
- Мати-героїня

## Критика
В сучасному українському суспільстві система почесних звань нерідко піддається критиці або ж називається такою, що дискредитувала себе. Так, активіст Дмитро Сінченко зазначає, що оскільки почесні звання передбачають не тільки моральне, але й матеріальне заохочення, то система їх присудження перетворюється на корупційну схему, в ході якого «„підмазати“ треба на трьох стадіях розгляду» — при висуненні в колективі, затвердженні в обласній адміністрації та профільному міністерстві Активісти руху «спротив» у 2011 році публічно повідомляли про «розцінки» звань — за їх даними звання заслуженого артиста коштувало 5 тисяч доларів, а народного — 7 тисяч.. На думку Тараса Чубая, «Всі ці звання, які нам дісталися — радянський спадок, від якого варто позбуватися».
Критичні оцінки системи почесних звань спонукають окремих діячів до пропозицій скасувати систему почесних звань взагалі. Вперше такі ініціативи з'явилися ще у 2005 році, але викликали заперечення мистецької спільноти. У відкритому листі митців тогочасному президентові України В. Ющенку говорилося:
|  | Нам нічого соромитися наших звань — ми заслужили їх своєю чесною працею. Ми не хочемо, аби до нас, а також до наших колег — живих і вже покійних — було вчинено несправедливість. Ми не хочемо, щоб українській культурі було завдано такого удару. |

Окрім морального аспекту, підписанти вказували також на матеріальний аспект — надбавки до зарплат і пенсій, а також організацію освітнього процесу:
|  | Звертаємо Вашу увагу на те, що в усьому світі існує спеціальна практика надання професорських звань окремим специфічним категоріям викладачів (ніде в Європі чи в Америці від визначного піаніста чи співака, який посідає професорську кафедру в консерваторії, не вимагають захисту дисертації!) |

Вдруге ініціатива щодо скасування системи почесних звань виникла напередодні Євромайдану. Так у 2013 році з такою ініціативою виступили депутати Львівської міської ради, а після усунення Януковича від влади і переобрання Парламенту, ідея обговорювалася і в проекті коаліційної угоди і врешті була оформлена в такий спосіб — «Скасування застарілої системи відзнак і звань у сфері культури».
Натомість у мистецьких колах така пропозиція і надалі викликає неоднозначну реакцію. Так, український актор Олег Стефан наголошує:
|  | ......насамперед варто подивитися на тих перших, яким їх вручали: на Курбаса, Бучму… І порівняти з тими сотнями, яким її вручають зараз. Звичайно, можна і потрібно попрощатися із тим рудиментом, але необхідно придумати якусь систему заохочень. Адже наша культура так зубожіла, що більшість розглядає звання як доплату до зарплатні та пенсії» |

На думку актора Федора Стригуна
|  | ...якщо говорити про звання, то мало хто говорить про те, що звання народного артиста дає надбавку 40% до зарплатні, а звання заслуженого – 20%. Це велика підтримка для акторів. Тому влада хоче скасувати звання не через те, що це є рудимент радянської епохи, а через те, щоб ще забрати трохи грошей в культури». |

## Виноски
1. ↑  Собрание узаконений и
распоряжений рабоче-крестьянского правительства Украины. — К, 1922. — № 49, с. 765-76
2. ↑  Збірник законів та розпоряджень робітничо-селянського уряду України. — К., 1934. — № 4.
3. ↑  Відомості
Верховної Ради УРСР. — К., 1945. — № 7-8, с. 14.
4. ↑  Закон України № 1549-III. Про державні нагороди України. Архів оригіналу за 5 грудня 2021. Процитовано 12 квітня 2010. [Архівовано 2021-12-05 у Wayback Machine.]
5. ↑  Дмитро Сінченко. Незаслужені звання [Архівовано 3 квітня 2016 у Wayback Machine.] // Українська правда
6. ↑  Прейскурант на військові та почесні звання у адміністрації президента. Архів оригіналу за 6 лютого 2016. Процитовано 29 січня 2016. [Архівовано 2016-02-06 у Wayback Machine.]
7. ↑  Коли Кобзона позбавлять звання народного артиста України. Архів оригіналу за 3 лютого 2016. Процитовано 29 січня 2016. [Архівовано 2016-02-03 у Wayback Machine.]
8. 1 2  Відкритий лист Вікторові Ющенку народних і заслужених артистів України. Архів оригіналу за 8 вересня 2017. Процитовано 29 січня 2016. [Архівовано 2017-09-08 у Wayback Machine.]
9. ↑  Львівські депутати просять Рибака скасувати звання народних і заслужених артистів. Архів оригіналу за 4 лютого 2016. Процитовано 29 січня 2016. [Архівовано 2016-02-04 у Wayback Machine.]
10. ↑  Новий парламент планує скасувати діячам культури звання «заслужених» і «народних». Архів оригіналу за 3 лютого 2016. Процитовано 29 січня 2016. [Архівовано 2016-02-03 у Wayback Machine.]
11. ↑  п. 3.10 Коаліційної угоди «Європейська Україна» [Архівовано 24 лютого 2016 у Wayback Machine.]
12. 1 2  Скасувати не можна залишити [Архівовано 14 лютого 2016 у Wayback Machine.] // zaxid.net